# Indometacin

Strukturformel för Indometacin

Indometacin är en kemisk förening med formeln C19H16ClNO4. Ämnet är ett smärtstillande och inflammationsdämpande läkemedel av typen NSAID, som verkar genom att hämma enzymen COX-1 och COX-2. I Sverige användes ämnet vid behandling vid reumatiska sjukdomar, andra ledproblem och även vid Bechterews sjukdom samt som smärtlindring vid njurstensanfall. Indometacin fanns under läkemedelsnamnet Confortid i Sverige och fanns som suppositorium i styrkorna 50, 75 och 100 mg. Confortid avregistrerades 2009.